# Katō Tomosaburō
Kato Tomosaburo (加藤友三郎 (Gia Đằng Hữu Tam Lang)) (sinh ngày 22 tháng 2 năm 1861 - 24 tháng 8 năm 1923) là một nguyên soái của Hải quân Đế quốc Nhật Bản và thủ tướng thứ 21 của Nhật Bản từ ngày 12 tháng 6 năm 1922 đến khi qua đời vào ngày 24 tháng 8 năm 1923.

## Tiểu sử

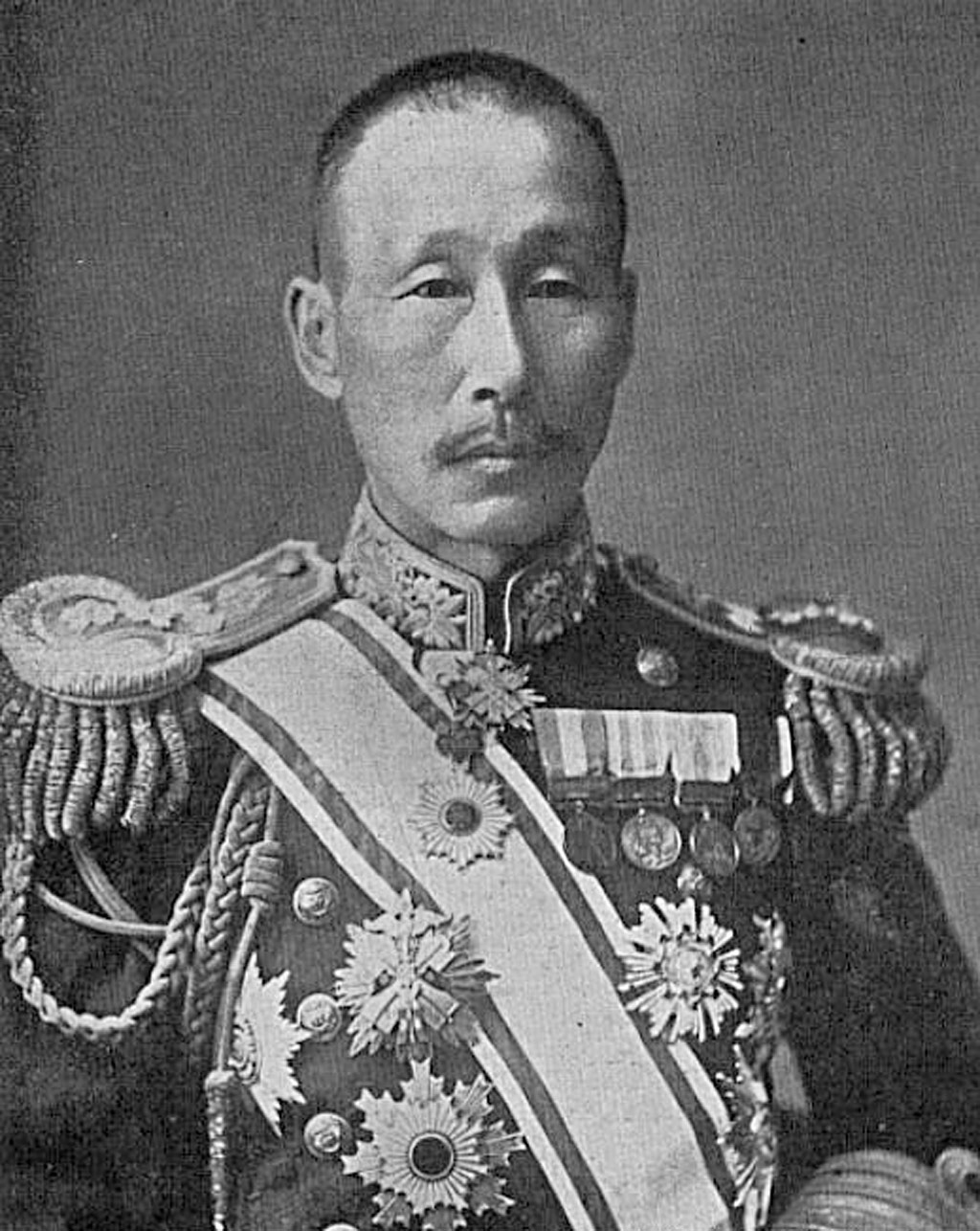
Katō Tomosaburō trong bộ quân phục

Katō Tomosaburō sinh ngày 22 tháng 2 năm 1861 tại Hiroshima, Tỉnh Aki (nay là Quận Hiroshima) trong một gia đình samurai, Katō đăng ký vào lớp 7 Học viện Hải quân Hoàng gia Nhật Bản và tốt nghiệp thứ hai trong lớp 30 học viên. Ông chuyên về cả pháo hải quân và dẫn đường.

### Sự nghiệp hải quân

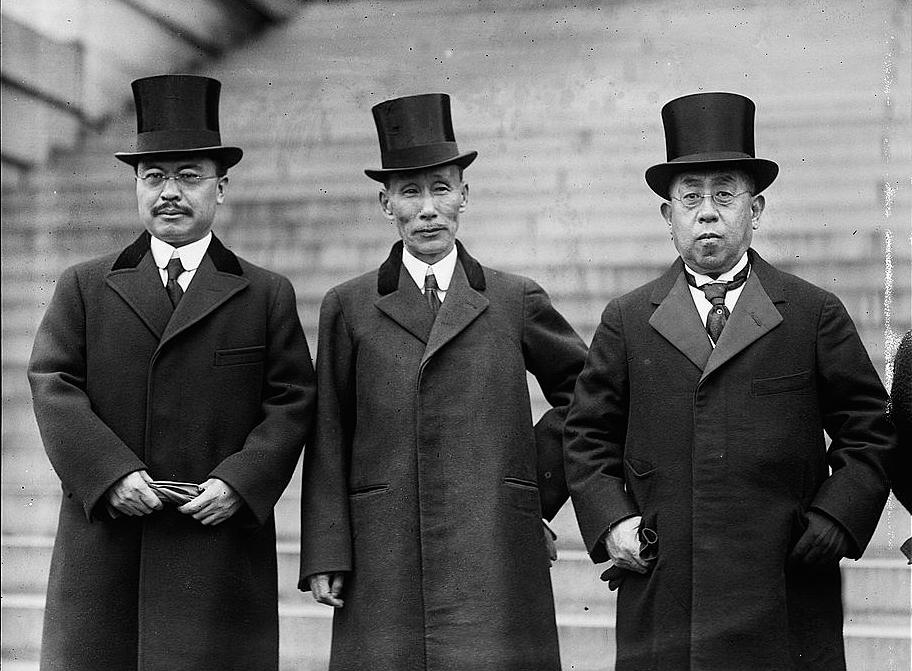
Từ trái sang phải, Shidehara Kijūrō, Katō và Tokugawa Iesato vào ngày 3 tháng 11 năm 1921, để tham dự Hội nghị Hải quân Washington

Sau khi được phong hàm trung úy, Katō phục vụ trên tàu hộ tống Tsukuba năm 1887, theo sau là tàu tuần dương Takachiho. Trong Chiến tranh Thanh-Nhật, ông phục vụ ở vị trí chiến đấu với tư cách là sĩ quan pháo binh trên tàu tuần dương Yoshino. Sau khi chiến tranh kết thúc, ông phục vụ ở nhiều vị trí tham mưu trước khi được thăng cấp lên chỉ huy. Ông trở thành sĩ quan điều hành trên chiến hạmYashima, và thuyền trưởng của Tsukushi. Ông được thăng cấp cấp đô đốc vào ngày 1 tháng 9 năm 1904.
Trong Chiến tranh Nga-Nhật, Katō giữ chức tham mưu trưởng cho Đô đốc Tōgō Heihachirō trên thiết giáp hạm Mikasa, hỗ trợ Nhật Bản giành chiến thắng tại Trận Tsushima. Trong thời gian này, anh ta bị đau bụng rất yếu và nôn mửa khi ra lệnh trong suốt trận chiến, mặc dù đã uống một lượng lớn thuốc.
Katō trở thành Thứ trưởng Hải quân vào năm 1906, và được thăng cấp phó đô đốc vào ngày 28 tháng 8 năm 1908. Năm 1909, ông được bổ nhiệm làm tư lệnh của Quân khu Hải quân Kure, và năm 1913 trở thành [[Tư lệnh Hải quân] Trưởng]] của Hạm đội liên hợp.
Katō trở thành Bộ trưởng Hải quân vào tháng 8 năm 1915, vài ngày trước khi được thăng cấp đô đốc vào ngày 28 tháng 8 năm 1915. Ông phục vụ ở vị trí này trong nội các của Ōkuma Shigenobu , Terauchi Masatake, Hara Takashi và Takahashi Korekiyo. Dưới thời Hara và Takahashi, Katō là ủy viên trưởng toàn quyền của Nhật Bản tại Hội nghị Hải quân Washington, và làm việc với Đại sứ Shidehara Kijūrō trong các cuộc đàm phán dẫn đến [[Năm cường quốc] Hiệp ước]].

### Thủ tướng
Sau khi trở về Nhật Bản, Katō được bổ nhiệm làm Thủ tướng Nhật Bản thứ 21 để ghi nhận thành tích của ông tại Hội nghị Hải quân Washington. Nội các của ông chủ yếu bao gồm các quan chức và thành viên của Hạ viện, vốn tỏ ra không được lòng Quân đội Đế quốc Nhật Bản. Trong nhiệm kỳ thủ tướng của mình, Katō đã thực hiện các điều khoản của Thỏa thuận hải quân Washington, rút lực lượng Nhật Bản khỏi Sơn Đông ở Trung Quốc và chấm dứt sự tham gia của Nhật Bản vào Can thiệp Siberia. Katō không chống chọi được với ung thư ruột kết giai đoạn cuối và qua đời sau hơn một năm mãn nhiệm.
Katō được phong hàm danh dự Nguyên soái Đô đốc một ngày trước khi ông qua đời, và được truy tặng Huân chương Tối cao Huân chương Hoa cúc và danh hiệu của ông được nâng lên ' 'shishaku (tử tước).
Ông qua đời chỉ một tuần trước Đại thảm họa động đất Kantō 1923, và do đó Nhật Bản không có thủ tướng trong thảm họa đó dẫn đến Uchida Kosai quay lại tạm quyền Thủ tướng lần thứ hai.
Mộ của Katō ở Nghĩa trang Aoyama, Tokyo.